# Xiphophorus variatus
X. variatus ou plati variatus, é um peixe da família Poeciliidae e do género Xiphophorus que vive no México,.

distribuição do X. variatus

## características
O macho mede de 39 a 56.4  mm já a Fêmea mede de 59 a 71 mm.
o Plati variatus na natureza vive em grupos compostos por animais de ambos os sexos e de diferentes idades, obedecendo no entanto a uma hierarquia estruturada.
As fêmeas passam a maior parte do tempo a alimentar-se, enquanto os machos dedicam grande parte da sua actividade a exibirem-se, por vezes a lutarem entre si, mas sobretudo a tentarem acasalar.
Em determinados locais os grupos podem assumir proporções consideráveis, embora habitualmente sejam compostos por cerca de 30 a 45 adultos ( 7 a 10 machos e 25 a 35 fêmeas ), e uma quantidade indefinida de indivíduos imaturos em diferentes fases se desenvolvimento, que se reúnem em determinados pontos onde tenham disponibilidade de alimento e melhor proteção contra a ação dos predadores.
Em aquário este tipo de comportamento está completamente adulterado em função das disponibilidades do habitat criado artificialmente, da quantidade de indivíduos que formam o grupo, da ausência de predadores e das restantes espécies que convivem no mesmo local.
Alguns animais criados em lagos de jardim regressam no entanto a uma forma de organização e comportamentos semelhantes aos descritos para os seus antepassados, nomeadamente se forem criadas algumas condições ambientais propícias.
Em cativeiro, o canibalismo de recém nascidos é uma prática natural e ocorre geralmente com a falta de esconderijos para as crias.
A fêmea Platy variatus apresenta um período de gestação entre 4 a 7 semanas, dependendo da temperatura e da alimentação.
Um parto pode dar origem a 15 ou 20 crias nas fêmeas mais jovens até pouco mais de 50 nas plenamente desenvolvidas
Os machos de Xiphophorus variatus das populações selvagens apresentam uma grande variabilidade, nomeadamente nas dimensões e coloração.
Pode eventualmente relacionar-se esta grande multiplicidade encontrada nos indivíduos capturados na natureza com mecanismos sociais e polimorfismo genético.
Manifesta-se ainda nesta espécie um fenómeno segundo o qual, perante certas condições, o momento da sua maturidade é socialmente controlado, isto é, a presença de machos maduros de maiores dimensões no mesmo agregado pode desencadear um processo de inibição ou delonga no amadurecimento sexual entre os machos imaturos.
Este tipo de inibição dilui-se ou diminui em populações numerosas, podendo nas grandes concentrações de peixes ter mesmo lugar uma sincronização da maturidade sexual nos machos.
Os machos menores observados na natureza apresentam uma tendência para surpreender as fêmeas em acasalamentos furtivos, enquanto os de maiores dimensões frequentemente se exibem em rituais característicos antes da cópula. Aparentemente, as fêmeas  aceitam melhor os  parceiros mais corpulentos.

## alimentação
Na natureza estes peixes alimentam-se de quase todos os organismos vivos de dimensões convenientes, nomeadamente zoobentos e zooplâncton, de matéria vegetal variada ( sobretudo detritos vegetais ), de algas e de insectos.A alimentação usual em cativeiro não apresenta problemas.
Estes peixes toleram muito bem alimentos secos, frescos, congelados e vivos.
Uma dieta adequada corresponde às dos outros ovovivíparos mais comuns.
Para além de alimentos  em flocos, recomenda-se vivamente artémia salina, larvas de mosquito, tubifex, dáfnias, todos estes vivos ou congelados.

## habitat
O Xiphophorus variatus encontra-se sobretudo em rios, ribeiros e riachos. Apesar de preferir a superfície mais amena dos cursos de água, é possível encontrar muitas populações estabelecidas em lagos e outros ambientes lênticos.
Em todos os biótopos de origem nota-se a preferência por zonas sempre muito bem providas de vegetação aquática, onde as margens servem de refúgio nomeadamente a muitos exemplares jovens ou crias.
Os adultos frequentam com mais assiduidade ambientes com profundidades que no entanto não costumam ultrapassar os 50 centímetros.
Noutros locais do mundo onde a espécie foi introduzida pelos seres humanos, encontram-se populações estabelecidas no mesmo tipo de ambiente ou próximo de zonas termais onde lhes é permitido enfrentar o frio rigoroso que de outra forma lhes seria fatal.

## distribuição geográfica
O X. variatus se distribui pelo México, do Sul do Estado de Tamaulipas ao Norte do Estado de Veracruz. mas ja foi introduzido na Colômbia, Costa Rica, Hong Kong, Singapura, Havai e Estados Unidos da América.

## fotos

plati variatus selvagem em habitat natural